# لاتشوت (كيبك)
لاتشوت (بالإنجليزية: Lachute)‏ هي بلدية محلية في كيبيك تقع في كندا في Argenteuil Regional County Municipality. يقدر عدد سكانها بـ 12,551 نسمة ومساحتها 112.80 كم2 .

## المدن التوأمة
مدينة Cluses هي مدينة توأمة لـلاتشوت (كيبك).